# Об изъяне понятно
«Об изъяне понятно» — четвёртый альбом российской рэп-группы «Каста», вышедший 4 декабря 2019 года на лейбле Respect Production. В альбом вошло 13 треков, в том числе дуэт с Kamazz.
Выпуск альбома приурочен к 20-летию группы «Каста».

## Об альбоме
По словам участников группы, работа над альбомом началась 29 ноября 2018 года и закончилась лишь 22 ноября 2019 года.
26 ноября 2019 года группа опубликовала треклист и обложку нового альбома. Также стало известно, что большинство треков были написаны Влади и runawaymuzic.
2 декабря на YouTube было опубликовано видео, в котором участники группы объявили о завершении работы над диском, а также объявили дату выхода — 4 декабря.
Видео на песню «Наш гимн России» было выпущено 21 ноября 2019 года, сам трек — 26 ноября, а «Фотка» — 29 ноября, остальные 11 треков были выпущены вместе с альбомом.
Тринадцать новых песен от нас, четырех состоявшихся и примечательных мужчин, россиян, знающих место своей русскости и кучу других приколов. Песни совсем не глупые (кроме парочки). Песни ироничные, тоскливые, трагичные. Но ведь и трогательные, и пронзительные! Хорош трындеть. Послушайте наш новый альбом! Мы — это Каста. Как и 20 лет назадКаста
Презентация альбома состоялась 24 января 2020 года в Санкт-Петербурге и 25 января — в Москве.
Альбом занял в пятую строчку в топе «Лучшие альбомы русского рэпа—2019», по версии Rap.ru.

## Список композиций
| №   | Название                                | Длительность |
| --- | --------------------------------------- | ------------ |
| 1.  | «Прошёл через»                          | 4:20         |
| 2.  | «Привет, придурок»                      | 3:49         |
| 3.  | «Молодой с молодой»                     | 3:46         |
| 4.  | «Колокола над кальянной (feat. Kamazz)» | 3:40         |
| 5.  | «Крайний север»                         | 3:48         |
| 6.  | «Фотка»                                 | 2:34         |
| 7.  | «Игорёк-мусор»                          | 3:56         |
| 8.  | «Тырим»                                 | 3:15         |
| 9.  | «Мне не больно падать»                  | 3:56         |
| 10. | «Голая правда»                          | 4:19         |
| 11. | «Выходи гулять»                         | 3:15         |
| 12. | «Рано ещё хоронить нас»                 | 4:14         |
| 13. | «Наш гимн России»                       | 3:58         |

## Критика
Алексей Мажаев, музыкальный критик портала InterMedia, оценил пластинку на 8 из 10 баллов. Рецензент отмечает, что «рэп этих 40-летних мужчин по-прежнему интересен».
Музыкальный обозреватель «Пятого канала», Александр Макаров, говорит, что альбом вышел плохим: «плохо в нём абсолютно все: название, песни, даже обложка — и та вышла крайне неудачной». Однако критик рекомендует единственный к прослушиванию трек «Прошёл через».
Артём Дулуб, музыкальный критик портала «ЮНОУ», ставит на третье место «Об изъяне понятно» среди «Лучших отечественных альбомов 2019 года». Обозреватель отмечает, что «пластинка получилась сбалансированной» и что «в каждом треке проводится параллель с тем, что мир не будет прежним».
Публицист Ричард Семашков оценивая музыкальные итоги 2019 года, говорит о том, что альбом «Касты» «не вызывает ничего, кроме ностальгии по тем временам, когда они писали совсем другие песни».